# 무리 AG역
무리 AG역(독일어: Bahnhof Muri AG)은 스위스 아르가우주에 있는 무리시의 철도역이다. 스위스 연방 철도의 표준궤 루퍼스빌-이멘제(Rupperswil-Immensee) 노선의 중간 정류장이다.

## 운행편
다음 서비스는 무리에서 정차한다.
- 취리히 S-반 S42 : 취리히 중앙역까지 러시아워에 운행한다.
- 아르가우 S-반 :
  - S25: 브루크 AG까지 매시간 서비스.
  - S26: 렌츠부르크와 로트크로이츠로 운행하며, 다른 모든 열차는 렌츠부르크에서 올텐.